# Linnaemya paresetosa
Linnaemya paresetosa là một loài ruồi trong họ Tachinidae.